# Svarttjärnen (Ramsbergs socken, Västmanland, 664390-147236)
Svarttjärnen är en sjö i Lindesbergs kommun i Västmanland och ingår i Norrströms huvudavrinningsområde.